# Teretrius latebricola
Teretrius latebricola är en skalbaggsart som beskrevs av Lewis 1901. Teretrius latebricola ingår i släktet Teretrius och familjen stumpbaggar. Inga underarter finns listade i Catalogue of Life.